# Хайлэнд, Фрэнсис Эдвард
Фрэнсис Эдвард Хайлэнд (англ. Francis Edward Hyland; 9 октября 1901, Филадельфия, штат Пенсильвания, США — 31 января 1968, там же) —  прелат Римско-католической церкви, 1-й епископ Атланты, 5-й титулярный епископ Бизики, 1-й титулярный епископ Гомфои. С 11 октября 1961 года по 31 января 1968 года епископ-эмерит Атланты.

## Биография
Фрэнсис Эдвард Хайлэнд родился в Филадельфии в штате Пенсильвания 9 октября 1901 года. Он был сыном Джеймса Хайлэнда и Сары, урожденной Маккаррон. Начальное и среднее образование получил в приходской школе и Высшей Римско-католической школе в Филадельфии. В сентябре 1918 года поступил в семинарию святого Карла Борромео. По завершении образования был рукоположен в сан священника епископом Майклом Крейном 11 июня 1927 года. В 1928 году защитил докторскую степень в области канонического права в Католическом университете Америки. Служил секретарём в Апостольской делегации в Вашингтоне, после священником в церкви Воскресения Христова в Честере. С 1941 по 1949 год служил в церкви Богоматери Лурдской в Филадельфии.
15 октября 1949 года римский папа Пий XII назначил его вспомогательным епископом епархии Саванна-Атланты и номинировал в титулярные епископы Гомфои. Епископскую хиротонию в соборной базилике святых Петра и Павла 21 декабря того же года возглавил кардинал Деннис Джозев Доэрти, архиепископ Филадельфии, которому сослужили Хью Луи Лэмб, епископ Гринсбурга и Джозеф Кэрролл Маккормик, титулярный епископ Руспы.
17 июля 1956 года тот же римский папа номинировал его в первые епископы Атланты в штате Джорджия. Официально взошёл на кафедру в соборе Христа Царя 8 ноября того же года. 11 октября 1961 года из-за проблем со здоровьем ушёл на покой с титулом епископа-эмерита Атланты. Римский папа Иоанн XXIII также номинировал его титулярным епископом Бизики. Фрэнсис Эдвард Хайлэнд умер в Филадельфии в штате Пенсильвания 31 января 1968 года.